# Seat Pleasant
La ville de Seat Pleasant est située dans le comté du Prince George, dans l’État du Maryland, aux États-Unis. Sa population s’élevait à 4 522 habitants lors du recensement de 2020.